# Hypolimnas vulcanica
Hypolimnas vulcanica är en fjärilsart som beskrevs av Rothschild 1915. Hypolimnas vulcanica ingår i släktet Hypolimnas och familjen praktfjärilar. Inga underarter finns listade i Catalogue of Life.